# إدوين رود
إدوين رود (بالنرويجية: Edwin Ruud) هو مهندس ميكانيكي ومخترع نرويجي أمريكي ولد في يوم 9 يونيو 1854 في النرويج، وهاجر إلى الولايات المتحدة وأكمل دراسته هناك. عُرف بتصميمه سخان الماء بدون خزان، وتوفي في 9 ديسمبر 1932.